# Lordiphosa collinella
Lordiphosa collinella är en tvåvingeart som först beskrevs av Toyohi Okada 1968.  Lordiphosa collinella ingår i släktet Lordiphosa och familjen daggflugor. Inga underarter finns listade i Catalogue of Life.